# Флавий Руанский
Флавий Руанский (VI век) — святой епископ Руана. День памяти — 23 августа.

## Житие
Святой Фийоль (Filleul), или Флавий (Flavius) возможно по происхождению был римлянином или происходил из галльской семьи, известной в Риме.
Согласно хронике Дадре (Dadré), святой Фийоль был управляющим во дворце короля Дагоберта, что выглядит неверным в силу хронологического рассогласования. Он был казначеем или финансовым интендантом у Хильдеберта, или, что более вероятно, у Хлотаря.
Став епископом Руана, святой Фийоль участвовал в Орлеанских соборах 533, 538 и 541 годов.
Во время его епископства при его содействии, согласно некоторым источникам, в 535 году был основан монастырь свв. Петра и Павла, будущий монастырь св. Уэна. Многочисленные предметы VI века, обнаруженные во время раскопок, проводившихся в XIX век, подтверждают предание. Согласно преданию, он преобразовал языческий источник в крестильню.
Согласно старинной хронике Жумьежа, его тело было погребено в монастыре святого Уэна Руанского.
В Руане имеется источник, расположенный на Крещенской улице (rue du Baptême) в пригороде Кошуаз (Cauchoise).